# Twin Valley
Twin Valley is een plaats (city) in de Amerikaanse staat Minnesota, en valt bestuurlijk gezien onder Norman County.

## Demografie
Bij de volkstelling in 2000 werd het aantal inwoners vastgesteld op 865.
In 2006 is het aantal inwoners door het United States Census Bureau geschat op 805, een daling van 60 (-6,9%).

## Geografie
Volgens het United States Census Bureau beslaat de plaats een oppervlakte van
2,3 km², geheel bestaande uit land. Twin Valley ligt op ongeveer 304 m boven zeeniveau.

## Plaatsen in de nabije omgeving
De onderstaande figuur toont nabijgelegen plaatsen in een straal van 24 km rond Twin Valley.